# Liga Colombiana de Béisbol Profesional 1979-80
La temporada de la Liga Colombiana de Béisbol Profesional 1979-80 fue la 1° edición de la segunda época de este campeonato disputada del 12 de octubre de 1979 al 9 de febrero de 1980. Un total de 4 equipos participaron en la competición. 

## Novedades
El torneo dio inicio a una segunda época en el béisbol colombiano que duró hasta 1988.
Además apareció un equipos nuevo Olímpica de Barranquilla y el regreso de Torices de Cartagena, a pesar de la ausencia por 21 años de forma profesional y organizada Indios Café Universal de Cartagena y Willard de Barranquilla hicieron presencia en esta nueva época.

## Equipos participantes
| Equipo                   | Fundación | Departamento | Ciudad       | Estadio                   | Capacidad |
| Torices de Cartagena     | 1948      | Bolívar      | Cartagena    | Estadio Once de Noviembre | 12 000    |
| Indios de Cartagena      | 1948      | Bolívar      | Cartagena    | Estadio Once de Noviembre | 12 000    |
| Olímpica de Barranquilla | 1979      | Atlántico    | Barranquilla | Estadio Tomás Arrieta     | 8 000     |
| Willard de Barranquilla  | 1953      | Atlántico    | Barranquilla | Estadio Tomás Arrieta     | 8 000     |

## Temporada regular
Cada equipo disputó un total de 49 a 51 juegos
| Pos | Equipo                   | JG | JP | JJ | AVG.  | Dif  |
| --- | ------------------------ | -- | -- | -- | ----- | ---- |
| 1.  | Torices de Cartagena     | 31 | 18 | 49 | 0.633 | ---  |
| 2.  | Willard de Barranquilla  | 26 | 25 | 51 | 0.510 | 6,0  |
| 3.  | Olímpica de Barranquilla | 22 | 28 | 50 | 0.440 | 9,5  |
| 4.  | Indios Café Universal    | 18 | 32 | 50 | 0.360 | 13,5 |

|  | Clasificados al pre-play off |
|  | Eliminados.                  |

## Play Off
Se definió en seis juegos.
| Pos | Equipo               | JG | JP | JJ | AVG. | Dif |
| --- | -------------------- | -- | -- | -- | ---- | --- |
| 1.  | Indios de Cartagena  | 4  | 2  | 6  | .667 | --- |
| 2.  | Torices de Cartagena | 2  | 4  | 6  | .500 | 2   |

| Colombia                                  |
| Campeón Indios de Cartagena Quinto título |

## Los mejores
| Stat                     | Jugador                                   | Total |
| ------------------------ | ----------------------------------------- | ----- |
| Porcentaje de bateo (BA) | Tony Sarabia (OLI)                        | .363  |
| Hits (H)                 | Elijah Bonaparte (TOR) Tony Sarabia (OLI) | 79 77 |
| Carrera impulsada (RBI)  | James Arias (TOR)                         | 40    |
| Carrera anotada (R)      | Elijah Bonaparte (TOR)                    | 42    |
| Dobles (2B)              | Onix Concepción (IND)                     | 17    |
| Triples (3B)             | Tony Sarabia (OLI) Elijah Bonaparte (TOR) | 4     |
| Home run (HR)            | Jim Mc Donald (WIL) Mark Funderberk (TOR) | 12    |
| Robo de base (SB)        | Jose Paulino (WIL)                        | 18    |

| Stat                 | Jugador             | Total         |
| -------------------- | ------------------- | ------------- |
| Juegos ganados (GAN) | Dan Fisher (IND)    | 9W-0L (1.000) |
| Efectividad (ERA)    | Phil Petteway (TOR) | 1.42          |
| Ponches (SO)         | Jose Reyes (TOR)    | 79            |